# 魏景琦
魏景琦（？—1642年），號方斋，河南归德府永城县人，明末官员。

## 生平
崇祯十二年（1639年）己卯科舉人，崇禎十三年（1640年）聯捷庚辰進士，授广西道監察御史，巡视西城。因處決無辜犯人二十餘人，落职还乡。永城知县傅振铎夺原四川重庆总兵官刘超的守城之任，改属魏景琦。刘超大为恚恨，崇祯十五年蓟辽总督范志完疏荐刘超任保定总兵，兵科给事中方士亮论超观望逗留，不堪任，遂诏令归乡。刘超得知方士亮疏乃举人乔明楷为之，因乔与超有旧怨，而士亮为楷兄明栴同门友，遂在十一月一日擐甲操兵，至御史魏景琦家，手刃之，景琦祖父子孙五世三十余人，一时遇害。复杀乔明楷与总练生员王奇珍。次年正月二十一日，巡抚王汉帅师征讨刘超，失机遇害。超據城叛，至四月凤阳总督马士英擒之，传首九边，乱始平。

## 家族
母蒋氏，遇刘超之变，抱重孙女投水死。妻洪氏，自缢死。

## 引用
1. ↑  《崇禎十三年庚辰科進士三代履歷》：魏景琦，曾祖口柏；祖弘远，寿官；父履祯，儒官。方斋，詩一房，乙卯年九月初六日生，永城县人，己卯七十名，会试二百四十六名，二甲二十八名。钦授广西道御史，巡视西城。
2. ↑  《玉堂荟记》：刑部決單，乃上所自勾，當日始下，其先無從而知也。庚辰秋決，御史魏景琦將未勾諸人一概處決，一誤而死者二十餘人；景琦降調回籍，未幾為劉超所殺，全家無遺，得非諸人含冤，有以致之歟！景琦即是年進士，召對擢用者。其鹵莽至此。先是，楚中秋決，亦有此事，乃一節推為之，忘其名，余同年也。節推不經事，容或有之，御史何得亦爾。舊制限年三十以上，方許考選科道，蓋其慎也。
3. ↑  《永城县志》